# Sverre Nypan
Sverre Halseth Nypan (Trondheim, Sør-Trøndelag, 19 de diciembre de 2006) es un futbolista noruego. Puede jugar de mediocentro o delantero centro y su equipo actual es el Middlesbrough F. C. de la Sky Bet Championship. 

## Trayectoria
Debutó como profesional el 6 de noviembre de 2022 con Rosenborg Ballklub, fue titular y se midieron ante FK Jerv en la fecha 29 del campeonato local y ganaron 2-4. En la fecha 30 volvió a ser titular en lo que fue la última fecha pero perdieron 2-3 frente a Sarpsborg 08 FF.
En su primera temporada como profesional solo disputó dos partidos y finalizaron la Eliteserien en tercer lugar, jugó sus primeros encuentros con 15 años y se convirtió en el debutante más joven del club.
A comienzos de la temporada 2023 se lesionó, pero cuando se recuperó tuvo más rodaje con el primer equipo. Convirtió su primer gol oficial el 13 de mayo, en lo que fue la derrota 2-3 frente a F. K. Bodø/Glimt en la fecha 6 del campeonato noruego. El 1 de septiembre firmó una extensión de contrato con Rosenborg. Culminó su primera temporada completa con 28 presencias y 5 goles.
Trascendió el interés de varios clubes de la Premier League por su fichaje a fines de 2024.
Al final de la temporada 2024-25 se llegó a un acuerdo con Manchester City. El 17 de julio se hizo oficial su fichaje por el club inglés, estableció vínculo hasta 2030. Dejó el fútbol noruego con 70 presencias en Rosenborg Ballklub, 14 goles y 11 asistencias. Para tener rodaje en el fútbol inglés, fue cedido al Middlesbrough el 18 de agosto, para jugar en segunda división, se presentó en el entrenamiento abierto de ese mismo día.

## Selección nacional
Ha sido internacional con la selección de fútbol de Noruega en las categorías sub-15, sub-16, sub-17, sub-18, sub-19 y sub-21.

## Estadísticas

### Clubes
Actualizado al último partido citado el 24 de mayo de 2025.
| Club                           | Div.          | Temporada     | Liga  | Liga  | Liga   | Copas nacionales | Copas nacionales | Copas nacionales | Copas internacionales | Copas internacionales | Copas internacionales | Total | Total | Total  |
| Club                           | Div.          | Temporada     | Part. | Goles | Asist. | Part.            | Goles            | Asist.           | Part.                 | Goles                 | Asist.                | Part. | Goles | Asist. |
| ------------------------------ | ------------- | ------------- | ----- | ----- | ------ | ---------------- | ---------------- | ---------------- | --------------------- | --------------------- | --------------------- | ----- | ----- | ------ |
| Rosenborg Ballklub · Noruega   | 1.ª           | 2022          | 2     | 0     | 0      | -                | -                | -                | —                     | —                     | —                     | 2     | 0     | 0      |
| Rosenborg Ballklub · Noruega   | 1.ª           | 2023          | 23    | 5     | 1      | 2                | 0                | 0                | 3                     | 0                     | 3                     | 28    | 5     | 4      |
| Rosenborg Ballklub · Noruega   | 1.ª           | 2024          | 28    | 8     | 7      | 2                | 0                | 0                | —                     | —                     | —                     | 30    | 8     | 7      |
| Rosenborg Ballklub · Noruega   | 1.ª           | 2025          | 9     | 1     | 0      | 1                | 0                | 0                | —                     | —                     | —                     | 10    | 1     | 0      |
| Rosenborg Ballklub · Noruega   | Total club    | Total club    | 62    | 14    | 8      | 5                | 0                | 0                | 3                     | 0                     | 3                     | 70    | 14    | 11     |
| Middlesbrough F. C. Inglaterra | 2.ª           | 2025-26       | 0     | 0     | 0      | -                | -                | -                | —                     | —                     | —                     | 0     | 0     | 0      |
| Middlesbrough F. C. Inglaterra | Total club    | Total club    | 0     | 0     | 0      | 0                | 0                | 0                | 0                     | 0                     | 0                     | 0     | 0     | 0      |
| Total carrera                  | Total carrera | Total carrera | 62    | 14    | 8      | 5                | 0                | 0                | 3                     | 0                     | 3                     | 70    | 14    | 11     |
| 1. 2.                          |               |               |       |       |        |                  |                  |                  |                       |                       |                       |       |       |        |

### Selección
Actualizado al último partido citado el 6 de junio de 2025.
| Selección         | Temporada         | Continental | Continental | Continental | Mundial | Mundial | Mundial | Amistosos | Amistosos | Amistosos | Total | Total | Total  |
| Selección         | Temporada         | Part.       | Goles       | Asist.      | Part.   | Goles   | Asist.  | Part.     | Goles     | Asist.    | Part. | Goles | Asist. |
| ----------------- | ----------------- | ----------- | ----------- | ----------- | ------- | ------- | ------- | --------- | --------- | --------- | ----- | ----- | ------ |
| Sub-15 · Noruega  | 2021              | —           | —           | —           | —       | —       | —       | 7         | 2         | 0         | 7     | 2     | 0      |
| Sub-15 · Noruega  | Total sel.        | 0           | 0           | 0           | 0       | 0       | 0       | 7         | 2         | 0         | 7     | 2     | 0      |
| Sub-16 · Noruega  | 2022              | —           | —           | —           | —       | —       | —       | 9         | 1         | 0         | 9     | 1     | 0      |
| Sub-16 · Noruega  | Total sel.        | 0           | 0           | 0           | 0       | 0       | 0       | 9         | 1         | 0         | 9     | 1     | 0      |
| Sub-17 · Noruega  | 2022-23           | 5           | 0           | 2           | —       | —       | —       | -         | -         | -         | 5     | 0     | 2      |
| Sub-17 · Noruega  | Total sel.        | 5           | 0           | 2           | 0       | 0       | 0       | 0         | 0         | 0         | 5     | 0     | 2      |
| Sub-18 · Noruega  | 2023              | —           | —           | —           | —       | —       | —       | 2         | 0         | 0         | 2     | 0     | 0      |
| Sub-18 · Noruega  | Total sel.        | 0           | 0           | 0           | 0       | 0       | 0       | 2         | 0         | 0         | 2     | 0     | 0      |
| Sub-19 · Noruega  | 2023-24           | 4           | 1           | 1           | —       | —       | —       | 2         | 0         | 1         | 6     | 1     | 2      |
| Sub-19 · Noruega  | Total sel.        | 4           | 1           | 1           | 0       | 0       | 0       | 2         | 0         | 1         | 6     | 1     | 2      |
| Sub-21 · Noruega  | 2024-25           | 4           | 0           | 0           | —       | —       | —       | 2         | 0         | 0         | 6     | 0     | 0      |
| Sub-21 · Noruega  | Total sel.        | 4           | 0           | 0           | 0       | 0       | 0       | 2         | 0         | 0         | 6     | 0     | 0      |
| Total selecciones | Total selecciones | 13          | 1           | 3           | 0       | 0       | 0       | 22        | 3         | 1         | 35    | 4     | 4      |
| 1.                |                   |             |             |             |         |         |         |           |           |           |       |       |        |

## Palmarés

### Distinciones individuales
| Distinción                                                                             | Año  |
| -------------------------------------------------------------------------------------- | ---- |
| Parte de los 60 mejores jugadores jóvenes del mundo para The Guardian (categoría 2006) | 2023 |
| Mejor jugador joven del año de la Eliteserien                                          | 2023 |
| Mejor jugador joven del año de la Eliteserien                                          | 2024 |
| Nominado al Premio Golden Boy                                                          | 2025 |